# Linguagem assobiada
Linguagem assobiada usa o assobio para imitar a fala e facilitar a comunicação. Uma linguagem assobiada é um sistema de comunicação assobiada que permite assobiadores fluentes transmitir e compreender um número potencialmente ilimitado de mensagens através de longas distâncias. A este respeito, as linguagens assobiadas são diferentes dos códigos restritos usados às vezes por pastores ou treinadores de animais que transmitem apenas mensagens simples ou instruções. Geralmente, linguagens assobiadas imitam os tons ou vogais formantes de uma língua falada natural, assim como características da sua entonação e prosódia, então aqueles ouvintes treinados que falam esta língua podem entender a mensagem codificada.
Linguagem assobiada é rara se comparada à linguagem falada, mas é encontrada em várias culturas no mundo todo. É especialmente comum em linguagens tonais onde os tons assobiados transmitem tons das sílabas (melodias tonais das palavras). Isto pode acontecer porque em linguagens tonais a melodia do tom contém mais da “carga funcional” de comunicação enquanto a fonologia não-fonal contém proporcionalmente menos. A gênese de uma linguagem assobiada nunca foi registrada e ainda não recebeu muito trabalho produtivo.

## Técnicas
As linguagens assobiadas diferem-se de acordo com se a linguagem falada é tonal ou não, com o assobio sendo tanto tonal ou baseado na articulação (ou ambos).
Linguagens tonais são frequentemente retiradas da articulação, deixando apenas recursos suprassegmentais como duração e tom, e quando assobiado retém a linha melódica falada. Assim linguagens assobiadas tonais transmitem informação fonêmica exclusivamente por inflexão, extensão, e, em menor grau, tonicidade, e muitas distinções fonéticas segmentais da linguagem falada são perdidas.
Em linguagens não-tonais, a maioria dos recursos articulatórios da fala são mantidos e, normalmente, as variações no timbre transmitidas pelos movimentos da língua e do palato mole são transformadas em variações de altura. Certas consoantes podem ser produzidas enquanto se assobia, de modo a modificar o som assobiado, bem como consoantes na linguagem falada modificam os sons das vogais adjacentes.
"Todas linguagens assobiadas compartilham uma característica básica: elas funcionam variando a frequência de uma simples forma de onda como uma função de tempo, geralmente com variações dinâmicas mínimas, que é facilmente compreensível, pois na maioria dos casos, a sua única finalidade é a comunicação de longa distância."
Diferentes estilos de assobio podem ser usados em uma linguagem simples. Sochiapam Chinantec tem três palavras diferentes para a fala-assobio: sie³ para assobio com a língua contra o alvéolo dentário, jui̵32 para o assobio bilabial, e juo² para assobio com dedos na boca. Estas são utilizadas para comunicação a longas distâncias. Existe também um tipo de falseto alto (hóh32) que funciona como uma fala assobiada.
A expressividade do discurso assobiado é passível de ser um tanto limitado se comparado com o discurso falado (embora não tão intrinsecamente), mas esta conclusão não pode ser tomada como absoluta, pois depende profundamente de vários fatores, incluindo a fonologia e a linguagem. Por exemplo, em algumas linguagens tonais, com alguns tons, mensagens assobiadas consistem tipicamente de expressões estereotipadas ou padronizadas, são elaboradamente descritivas, e frequentemente têm de ser repetidas. No entanto, em linguagens que são profundamente tonais, e que, por consequência, transmitem muito de sua informação através da altura mesmo quando se fala, como o mazateca e o iorubá, conversas extensas podem ser assobiadas. Em todo caso, para linguagens não-tonais, as medidas indicam que a alta inteligibilidade pode ser alcançada com discurso assobiado (90% de inteligibilidade de sentenças não-padronizadas para o grego e o equivalente para o turco).
No continente africano, a fala pode ser transmitida por uma flauta ou outro instrumento musical, o mais famoso é o "tambor falante". Entretanto, enquanto tambores podem ser usados por griots cantando canções de louvor ou para comunicarem-se entre vilarejos, e outros instrumentos podem ser usados em rádio-comunicação para identificar as estações, para uma conversa habitual à distância, a linguagem assobiada é utilizada. Duas pessoas conversando por meio de assobios, ao se aproximarem, uma delas pode mudar do assobio para a fala em palavras no meio da sentença.

## Exemplos
Silbo na ilha de La Gomera nas Ilhas Canárias, baseada no espanhol, é uma das linguagens assobiadas melhor estudadas até hoje. O número de sons ou fonemas distintivos nestas linguagens é uma matéria de discordância, variando de acordo com o pesquisador de duas a cinco vogais e quatro a nove consoantes. Esta variação pode refletir diferenças nas habilidades dos falantes assim como nos métodos utilizados para elucidar contrastes. O trabalho de Meyer esclarece este debate fornecendo a primeira análise estatística de produção por vários assobiadores, bem como teste psicolinguísticos de identificação de vogais.
Outras linguagens assobiadas existem ou existiram em muitas partes do mundo, como na Turquia (Kuşköy, "Vila dos Pássaros"), França (o vilarejo de Aas nos Pirenéus), México (os mazatecas e chinantecas de Oaxaca), América do Sul (pirarrãs), Ásia (os Chepang do Nepal), e Nova Guiné. Atualmente, são especialmente comuns e resistentes em partes da África Ocidental, utilizadas largamente pelos iorubás e jejes, entre outros. Até mesmo o francês é assobiado em algumas áreas da África Ocidental.[carece de fontes?]

### Na África
A fala assobiada ocorre em algumas partes da África Austral e da África Oriental.
A maioria das línguas assobiadas, das quais existem várias centenas, são baseadas em linguagens tonais.
Apenas o tom da fala é salvo no assobio, coisas como articulação e fonação são eliminadas. Estas são substituídas por outros recursos como variações tônicas e rítmicas. Entretanto, algumas línguas, como a do povo de Aas, no Zezuru quem fala um dialeto derivado da língua chona, inclui articulação para que as consoantes interrompam o fluxo do assobio. Uma linguagem assobiada similar é o tsonga, utilizado nos planaltos no sul de Moçambique.
Isto não deve ser confundido com as sibilantes assobiadas de Chona.

### Lista de linguagens assobiadas e grupos étnicos falantes
A lista a seguir é de línguas que existem ou existiram em alguma forma assobiada, ou de grupos étnicos que falavam estas línguas. Em alguns casos (por exemplo, os chinantecas) a fala assobiada é uma parte importante e integral da linguagem e da cultura; em outras (exemplo, os Nahuatl) sua função é muito menor.
- América
  - México: Amuzgo, Chinanteca, Ch'ol, Kickapoo, Mazateca, Náuatle, Otomi, Tepehua, Totonaca, Zapoteca.
  - Bolívia: Siriono
  - Brasil: Pirarrã
  - Alasca: Yupik[5][6]
- Ásia
  - Myanmar: Chin
  - Nepal: Chepang
  - Turquia: Kuşköy
  - para os Yupik siberianos, habitantes da Ilha de São Lourenço, veja Yupik, Alasca, América mencionado acima
- Europa
  - França (vilarejo de Aas, Pirenéus): língua occitana
  - Grécia (vilarejo de Antia na ilha de Eubeia)
  - Espanha (La Gomera e El Hierro, Ilhas Canárias): "silbo gomero"
- África Ocidental: Bafia, Bape, Birifor, Bobo, Burunsi, Daguri, Diola, jeje, fon, Marka, Ngwe, axante, Ule (entre outras).
- Oceania
  - Nova Guiné: Gasup, Binumarien

## Usos estatuscultural
No vilarejo grego de Antia, restaram somente alguns assobiadores atualmente mas em 1982 toda a população sabia como assobiar sua fala.
A fala assobiada pode ser muito central e altamente valorizada em uma cultura. Gritar é muito raro em Sochiapam Chinantec. Os homens desta cultura estão sujeitos a serem multados se não souberem lidar bem o suficiente com a fala assobiada para executar determinados trabalhos. Eles podem assobiar por diversão em situações onde a fala com palavras pode ser facilmente ouvida.
Em Sochiapam, Oaxaca, e outros lugares no México, e declaradamente na África Ocidental, a fala assobiada é uma linguagem masculina: embora mulheres consigam entendê-la, são proibidas de usá-la.
Ainda que as linguagens assobiadas são sejam códigos secretos ou línguas secretas (com exceção de uma língua assobiada utilizada pelos ñañigos, insurgentes em Cuba durante a ocupação espanhola), elas podem ser usadas como comunicação secreta entre forasteiros ou outros que não sabem ou entendem a língua assobiada, embora possam entender sua origem falada. Estórias são contadas de fazendeiros em Aas durante a Segunda Guerra Mundial, ou em La Gomera, que eram capazes de esconder evidências de tais atividades nefastas como milk-watering porque eles eram advertidos com linguagem assobiada de que a polícia estava se aproximando.

## Ecologia
As linguagens assobiadas são normalmente encontradas em locais de relevos montanhosos, comunicação lenta ou difícil, baixa densidade populacional e/ou assentamentos espalhados, e outras características isoladoras como pastoreio e cultivo de encostas. Estas linguagens têm sido mais recentemente descobertas em florestas densas como a Amazônia onde os nativos podem substituir diálogos falados nos vilarejos, enquanto caçam ou pescam para enfrentar a pressão do ambiente acústico. A principal vantagem da fala assobiada é que ela permite o falante cobrir distâncias muito maiores (tipicamente 1–2 km podendo chegar a 5 km em montanhas e menos em florestas ressonantes) que a fala habitual, sem o esforço (e menor alcance) de gritar. A longo alcance do assobio é reforçado pelo relevo montanhoso encontrado em áreas onde linguagens assobiadas são usadas. Muitas áreas com estas linguagens trabalham duro para preservar suas tradições ancestrais, em face ao rápido avanço dos sistemas de telecomunicações em muitos áreas.

## Física
Um tom assobiado é essencialmente uma oscilação simples (ou onda sinusoidal), e, assim, variações de timbre são impossíveis. A articulação normal durante uma assobio labial comum é relativamente fácil, ainda que os lábios se movam um pouco causando uma constante de labialização e criando problemáticas consoantes labiais e labiodentais (p, b, m, f, etc.). "Além das cinco vogais-fonemas [de Silbo Gomero] — e mesmo essas não têm invariavelmente uma inflexão fixa ou estável— todas realizações sonoras da fala assobiada são semivogais que são interpretadas em termos de alcance, contorno, e inclinação ".
Em linguagem não-tonal, os segmentos podem ser diferenciados da seguinte forma:
Vogais são substituídas por um conjunto de variações na inflexão, geralmente acompanhando o f2 formante da linguagem falada.
Tonicidade é expressa por maior inflexão ou aumento do comprimento.
Consoantes são produzidas por transições de inflexão de diferentes comprimentos e altura, mais a presença ou ausência de oclusão. ("a consoante oclusiva é substituída por oclusão glotal ou diafragmática).